# South Harting
South Harting är en by i West Sussex i England. Byn är belägen 16,6 km 
från Chichester. Orten har 752 invånare (2016).